# Leucochrysa (Nodita) forcipata
Leucochrysa (Nodita) forcipata is een insect uit de familie van de gaasvliegen (Chrysopidae), die tot de orde netvleugeligen (Neuroptera) behoort. 
Leucochrysa (Nodita) forcipata is voor het eerst wetenschappelijk beschreven door Penny in 1998.